# Josep Maria Rosal i d'Argullol
Josep Maria Rosal i d'Argullol (Manresa, Bages, 1908 - Bogotà, Colòmbia, 1983) fou un fotògraf i cineasta català, que inicià la seva activitat fotogràfica als setze anys.
Juntament amb altres fotògrafs va treballar, fonamentalment durant la II República, publicant fotos en alguns diaris i revistes de Barcelona. A partir de la dècada del 1940 i fins que va marxar a Colòmbia el 1955 va produir, realitzar i dirigir curtmetratges i documentals. Un d'ells, sobre la ciutat de Manresa, va ser estrenat al Teatre Kursaal el 26 de febrer de 1942.
Dedicat especialment al cinema de divulgació científica, amb documentals com ara "La rabia" i "La trasplantación de córnea", l'any 1950 fou guardonat a la Biennal de Venècia.